# ぼくのにっきちょう
「ぼくのにっきちょう」は、1982年6月にNHK『みんなのうた』で放送された楽曲。作詞作曲：秋山啓之介、編曲：青木望、歌：小倉一郎。同番組でのアニメ映像は加藤晃が製作を担当した。
日記帳がメインで、1年間の思い出を出す楽曲。作詞・作曲の「秋山啓之介」は小倉一郎のペンネーム。
その後、1986年10月 - 11月に再放送、2015年12月 - 2016年2月に公式HPにて動画配信され、2018年12月28日・2019年1月25日のリクエスト枠で放送。リクエスト枠はサイドパネルは添えたものの、歌詞などのテロップは初回当時の物を使用した。